# Ali Hariri
Ali Hariri, kurdski pesnik, * 1009, Hakkari, † 1080.
Hariri je eden prvih znanih pesnikov, ki so pisali v kurdščini.